# Schlöpps

Blick von Osten über den Schlöpps

Der Schlöpps ist ein archäologischer Fundplatz im Altenburger-Zeitzer Lösshügelland Altenburger Land in Thüringen.

## Lage
Der Schlöpps, oder auch Schlöps genannt, befindet sich am Gerstenbach zwischen Dobraschütz und Zweitschen.

## Alter und Besiedlungsphasen
Alter und Besiedlungsphasen sind bisher unbekannt.

## Fundstücke
2 Schenkelknochen, 1 Unterkinnlade, 1 Messerklinge, 5 rote und 5 weiße Korallen (Perlen), 6 ganze und 3 halbe Ringe aus Silber, 1 flaches (schwedisches) Hufeisen